# Keltové

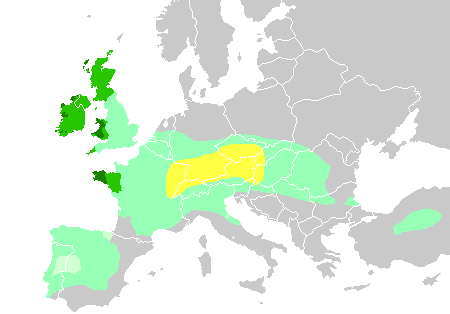
Rozšíření Keltů
jádro halštatské kultury okolo 6. století př. n. l.
maximální expanze ve 3. století př. n. l.
Lusitánie na pyrenejském poloostrově, kde je keltská přítomnost nejistá
"šest keltských národů", kterým zůstalo mnoho mluvčích keltským jazykem do raného novověku
území, kde se dosud keltský jazyk používá

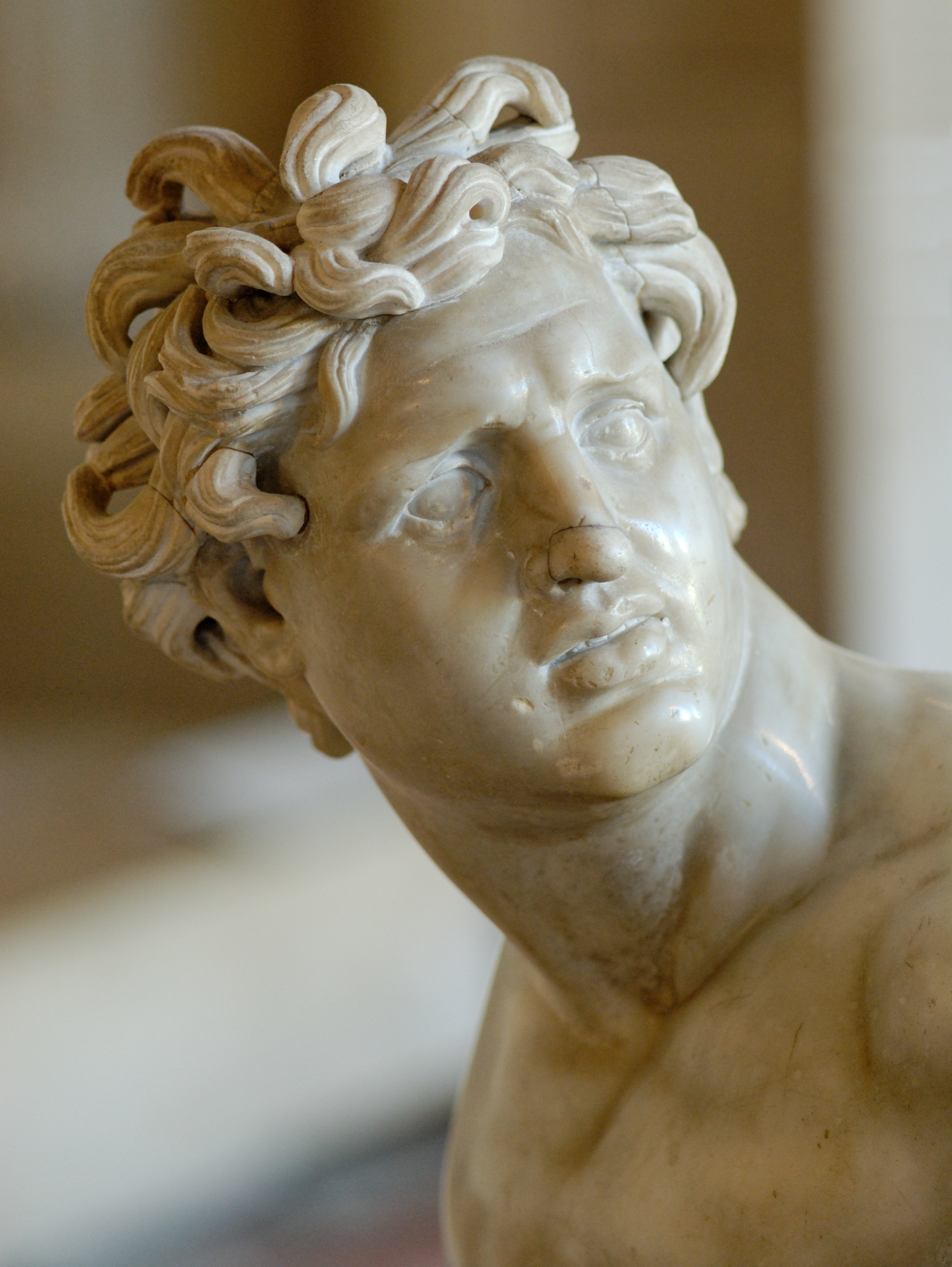
Klečící mladý Gal, římská kopie řecké sochy mladého Kelta, Louvre.

Keltové byli velkou skupinou indoevropských národů z Evropy, charakteristickou používáním keltských jazyků a dalšími kulturními podobnostmi. Historie předkeltské Evropy a konkrétní vymezení Keltů z hlediska etnických, jazykových nebo kulturních rysů je nejasné a je předmětem dohadů. Přesný zeměpisný rozsah území, kde starověcí Keltové žili, je sporný; zejména důvody, proč by se obyvatelé Velké Británie a Irska z doby železné měli považovat za Kelty, jsou také předmětem debat. Podle jedné teorie vznikl společný kořen keltských jazyků, protokeltština, v kulturách popelnicových polí pozdní doby bronzové ve střední Evropě, která vzkvétala kolem roku 1200 př. n. l.
Podle jiné teorie z 19. století prvními lidmi, kteří přijali kulturní charakteristiky považované za keltské, byli obyvatelé halštatské kultury v době železné ve střední Evropě (cca 800–450 př. n. l.). Tato kultura byla pojmenována podle bohatých hrobových nálezů v Hallstattu v Rakousku. Díky tomu se tato oblast někdy nazývá „keltskou vlastí“. Během laténské kultury (cca 450 př. n. l. až do porážky Římany) měla tato keltská kultura expandovat difúzí nebo migrací na Britské ostrovy („ostrovní Keltové“), do Francie a Nizozemí (Galové), do Čech, Polska a velké části střední Evropy, na Pyrenejský poloostrov (Keltiberové, Celtici, Lusitánové a Galeci), do severní Itálie (kultura Golasecca a Předalpská Galie), a dále do jihovýchodní Evropy od roku 279 př. n. l., a odtud na východ až do centra Malé Asie (Galacie) v dnešním Turecku.
Nejstaršími nespornými přímými příklady keltského jazyka jsou lepontské nápisy ze 6. století př. n. l. Kontinentální keltské jazyky jsou doloženy téměř výhradně nápisy a místními názvy. Ostrovní keltské jazyky jsou doloženy začátkem 4. století v nápisech ogamu, ačkoli se zde jistě používaly mnohem dříve. Keltská literární tradice začíná texty ve staré irštině kolem 8. století našeho letopočtu. Ucelené texty rané irské literatury, jako je Táin Bó Cúailnge („krádež dobytka v Cooley“), přežívají v recenzích 12. století.
V první polovině 1. tisíciletí se expanzí Římské říše a stěhováním germánských kmenů keltská kultura a ostrovní keltské jazyky omezily na Irsko, západní a severní části Velké Británie (Wales, Skotsko a Cornwall), ostrov Man a Bretaň. Mezi 5. a 8. stoletím se keltsky mluvící komunity v těchto atlantických regionech objevily jako soudržná kulturní entita. Měly společné jazykové, náboženské a umělecké dědictví, které je odlišovalo od kultury okolních zřízení. Nicméně kontinentální keltské jazyky už okolo 6. století nebyly výrazněji používány.
Ostrovní keltská kultura se ve středověku a novověku rozvětvila na gaelskou kulturu (Irové, Skotové a Manx) a keltské Brity – Britony (Velšané, Cornwall a Bretonci). Moderní keltská identita vznikla jako součást romantického keltského oživení ve Velké Británii, Irsku a dalších evropských územích jako Portugalsko a Galicie. Dnes se v částech historických území stále používá irština, skotská gaelština, velština a bretonština. Kornština a manština zažívají oživení.

## Původ

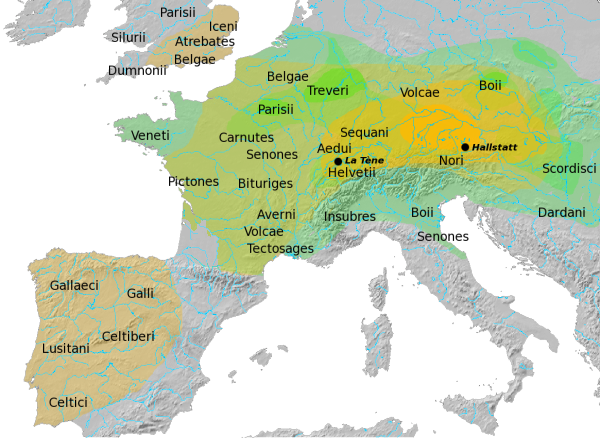
Přehled kultury:
Jádro halštatské kultury (800 př. n. l.),
a její možný vliv (500 př. n. l.).
Jádro laténské kultury (450 př. n. l.),
a její možný vliv (250 př. n. l.).
Vyznačeny jsou také názvy hlavních keltských kmenů.

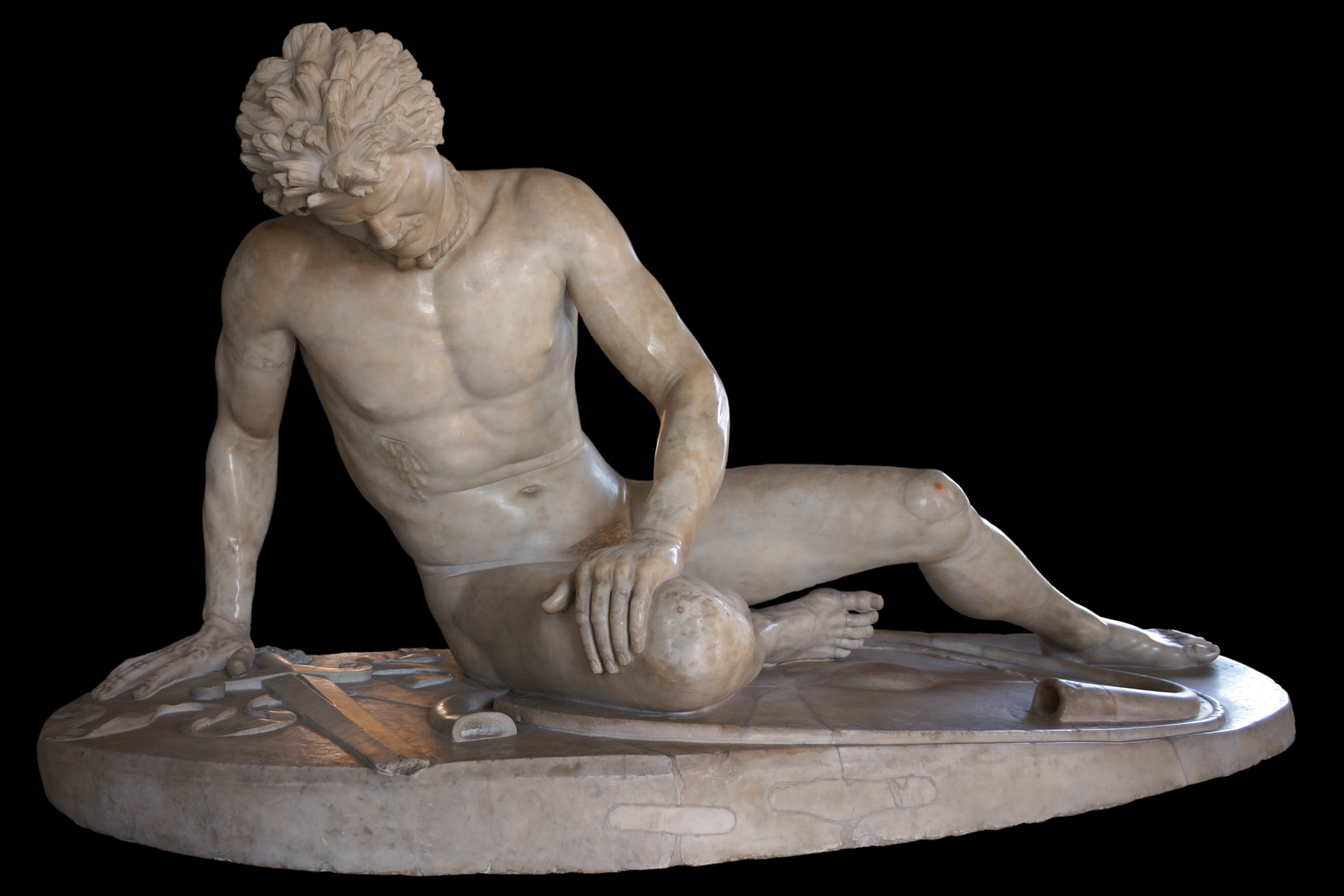
Umírající Gal, římská kopie řecké sochy z let 230-220 př. n. l. na počest vítězství pergamského krále nad Galaty v Malé Asii

Nejstarší kořeny Keltů sahají přinejmenším do období kolem poloviny 2. tisíciletí př. n. l. a vznikly patrně splynutím několika předchozích kultur. Přestože není jisté, zda všechny kmeny měly stejný rasový původ, vyspěly postupně v etnikum s jednotným jazykem, kulturou a náboženstvím, nikdy však nevytvořily jednotný stát. Jejich největší rozkvět nastal mezi 6. a 1. stoletím př. n. l. (laténská kultura). V 1. století př. n. l. podlehli Keltové po počátečních výbojích nakonec Římanům a byli postupně asimilováni či vytlačeni do Skotska a Irska. Přijali křesťanství a vytvořili si na základě latinky vlastní písmo zvané ogam. Dodnes se v západní Evropě hovoří jazyky z keltské jazykové skupiny: velštinou, irštinou, skotskou gaelštinou, kornštinou a bretonštinou.
Nejasnosti okolo etnického původu dávných národů přineslo genetické zkoumání archeologických nálezů.
Informace o Keltech máme dnes prakticky ze dvou zdrojů:
- z archeologických nálezů. Mnoho z nich bylo nalezeno i na území současného Česka. Z nich se dnes dovídáme o dávné keltské kultuře a řemeslech, ale například i o platidle, mincích které Keltové sami razili  (takzvané duhovky).
- z psaných textů. Je všeobecnou mýlkou, že keltští druidi, tedy tehdejší duchovní, zakazovali jakékoliv psaní. To se ve skutečnosti týkalo pouze náboženských záležitostí. Důvod byl ten, že co je psáno, z toho se rychle stane dogma, a navíc si to vždy lze vysvětlit po svém.

Víme však, že římští kronikáři rozdělovali Kelty (neboli Galy) na tři větší seskupení, a sice na Galii Předalpskou, kde lidé převzali nošení tógy (Římané ji ovládli v 2. století př. n. l.), na Galii Zaalpskou (jih Francie), kterou ovládli roku 117 př. n. l., a konečně na Galii Vlasatou. Tu ovládl Gaius Iulius Caesar v 1. století př. n. l. Z dobývání právě Vlasaté Galie je znám náčelník Vercingetorix, který Caesara v jedné bitvě dokonce porazil. Francouzi ho dodnes uctívají jako národního hrdinu.
Keltští druidové nebyli jen náboženskými představiteli, ale představovali keltskou inteligenci. Některé římské prameny uvádějí, že se na druida studovalo až 20 let. Byla to velmi vážená vrstva lidí. Každoročně se scházeli ke svým sněmům v Karnutském lese na území dnešní Francie. Druid Eduen Diviciacos, keltský diplomat, byl dokonce jako jeden z mála cizinců přijat v římském senátě, kam byl vpuštěn i se svým štítem a mečem. Druidové byli mezi Kelty natolik vážení, že druid mohl pouhým vstoupením na bojiště ukončit probíhající bitvu.

## Stopy keltských genů v Evropě

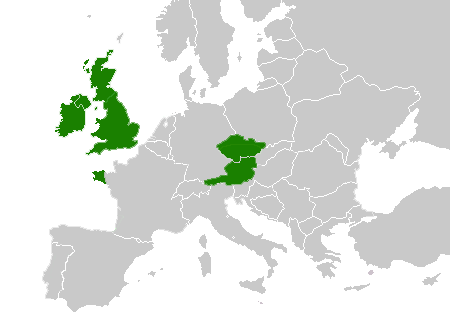
Oblasti s vyšším zastoupením mutace G551D genu CFTR

Studium rozšíření jednotlivých mutací genu CFTR (cystic fibrosis transmembrane conductance regulator), které způsobují cystickou fibrosu, ukázalo, že v evropské populaci nejsou jednotlivé mutace tohoto genu zastoupeny všude stejně, což lze vysvětlit zastoupením etnicky specifických „genů“ v současné evropské populaci. V tomto kontextu je zajímavé, že relativně vysokou četnost mutace G551D je možné pozorovat pouze v Česku, Rakousku, Británii, Irsku a v Bretani. Na základě těchto faktů citovaní autoři soudí, že uvedené populace vykazují relativně vysokou míru příbuznosti s keltskými předky. Tato příbuznost není tak překvapivá v Irsku, Británii a Bretani, kde jsou keltské kořeny zřejmé už z jazykových důvodů. V české kotlině by to však málokdo předpokládal.
Nutno podotknout, že mezi lingvisty a historiky, kteří nenacházejí oporu pro takovou interpretaci ve svých disciplínách, vládne vůči výše popsaným interpretacím genetického výzkumu spíše skepse.

## Keltové na území Česka

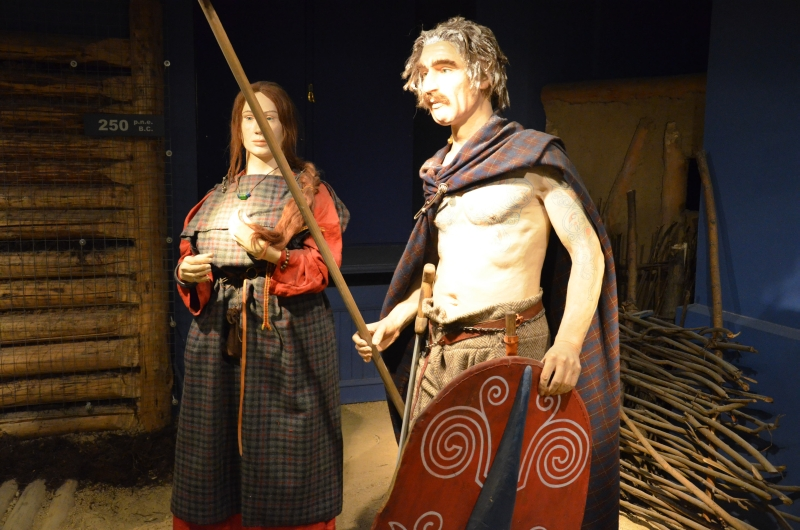
Keltský muž a žena ze 3. století př. n. l.

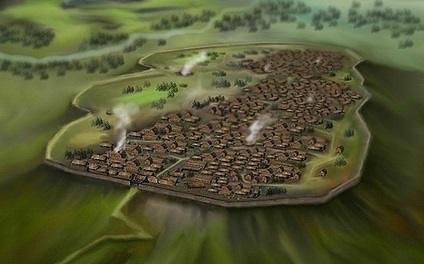
Keltské oppidum ve střední Evropě z 1. století př. n. l.

Západní a jižní Čechy byly součástí keltské pravlasti, jejímž těžištěm byla oblast severních Alp a horního Dunaje. Západní polovinu Čech a také Bavorsko obývaly v 6. a 5. století př. n. l. pravděpodobně kmeny, které později vstoupily do historie pod jménem Bójové. V období keltské expanze na přelomu 5. a 4. století př. n. l. se část původního keltského obyvatelstva z území dnešních Čech zúčastnila vojenských tažení přes Alpy do dnešní Itálie a zanechala po sobě částečně vylidněné území. Od počátku 4. století př. n. l. však byly severozápadní a východní Čechy, které dříve tvořily kontaktní zónu s etnickými skupinami Venetů a Ilyrů, postupně obsazovány novým obyvatelstvem přicházejícím patrně ze západní části keltské pravlasti. Od původního obyvatelstva české kotliny patřícího k mohylové kultuře se noví osadníci odlišovali plochými pohřebišti nespálených těl. Pro jejich ztotožnění s udatnými válečníky Volky-Tektoságy, jak je uvádí Caesar, neexistují důkazy.
V některých oblastech (a dobách) si Keltové stavěli na vyvýšených místech opevněná oppida, což byla desítky hektarů velká ohrazená území s dvorcovou zástavbou, sídla nobility a kultu. I když oppida nebyla města v plném slova smyslu, můžeme je považovat za jejich předchůdce. V Čechách známe šest jistých oppid: Závist nad Zbraslaví, Stradonice u Berouna, Hrazany u Sedlčan, Nevězice, Třísov u Českého Krumlova a České Lhotice u Nasavrk, na Moravě Staré Hradisko u Prostějova a Hostýn, snad i Kotouč u Štramberka (u tohoto hradiště není jisté, zda nemohlo náležet púchovské kultuře, ověření však již není možné, neboť lokalita byla zničena vápencovým lomem). Keltského původu je patrně také horské opevněné hradiště u města Sušice, známé pod označením Hradiště na Sedle a nížinné sídliště Šutyrova studánka v katastru Kopřivnice. V nejúrodnějších, hustě osídlených částech Boiohaema, v Polabí a v podhůří Krušných hor, se během 2. století př. n. l. přeměnilo několik výhodně situovaných míst ve specifické osady, které představovaly jakási emporia, ke vzniku oppid zde však nedošlo. Typickým příkladem takového osídlení je rozsáhlé hradiště na vrcholu Přerovské hůry u středočeského Přerova nad Labem.

### Místní jména
S keltským osídlením souvisí latinský název Čech Bohemia. Ten je poprvé uváděn v podobě Boiohaemum římským historikem Publiem Corneliem Tacitem na konci 1. století a skládá se pravděpodobně ze jména keltského kmene Bójů a germánského *haimaz „domov“. Podle některých autorů je totožnost území starověkého Boiohaemum a středověké Bohemie do značné míry nejistá, nicméně většina se shoduje v umístění na území Čech.
Keltský původ se předpokládá u řady jmen českých řek. Podle onomastika Milana Harvalíka může mezi ně patřit například Jizera („Bystrá“), podobný význam může mít název Ohře, ten však může být i předkeltského původu. Podle jiného zdroje mohou být keltského původu také jména jako Labe, Otava a místní jména Chrudim, Haná, Doksy, Třebíč a Třebová. Skrze germánské jazyky proniklo do českých místních jmen také keltské *dúnon „pevnost“ které dalo vzniknout jménům jako Týn, Týnec nebo Týniště.

### Expozice a výstavy o Keltech v Česku
V Česku postupně vzniklo několik expozic a Keltech a také proběhlo několik větších výstav s touto tematikou. 

#### Stálé expozice
- Stálá expozice Keltové v srdci Čech, zámek Nižbor, kde se nachází i informační centrum keltské kultury[24]
- Keltský skanzen Nasavrky – Země Keltů
- Keltský skanzen Jivjany[25][26]

#### Výstavy v roce 2024
- Na okraji keltského světa (28. 6. 2024 – 27. 4. 2025), Muzeum východních Čech v Hradci Králové – zaměření na východní Čechy s drobným přesahem i do okolních regionů, představení různých způsobů využití krajiny tehdejší společností[27]
- Keltové na jihu Boiohaema (8. 5. 2024 – 5. 1. 2025), Jihočeské muzeum v Českých Budějovicích – archeologické doklady Keltů (z doby halštatské a laténské) v jižních Čechách[28]
- Mincovnictví Keltů v srdci Evropě (od 27. 4. 2024), zámek Nižbor vývoj mincovnictví, podrobně mince a mincovnictví na oppidu Stradonice, na kterém se mince razily a odkud byly distribuovány do celé tehdejší keltské Evropy[24]
- Keltové a Germáni na periferii (14. 12. 2023 – 17. 11. 2024), Muzeum Vysočiny Jihlava – hlavní výstup projektu regionální spolupráce Archeologického ústavu AV ČR, Brno a Muzea Vysočiny Jihlava „Keltové a Germáni v regionu Dalešické přehrady“, realizace 2021–2023 za finanční podpory Kraje Vysočina a Akademie věd ČR.[29]

#### Dříve proběhlé výstavy (výběr)
- Keltové na jihu Boiohaema (3. 6. – 11. 9. 2022), Prácheňské muzeum v Písku[30]
- Keltové (25. 5. 2018 – 31. 12. 2019), Národní muzeum, Nová budova Národního muzea[31]

#### Zaniklé keltské expozice
- Archeopark Prášily (2005–2020)[32]
- Keltský skanzen Isarno (2001–2016)[33]

## Keltské náboženství
Jako keltské náboženství se označují polyteistické kulty starověkých Keltů, zaniklé na konci starověku a na počátku středověku.

### Keltské svátky
Keltského, či přesněji gaelského původu, jsou také některé svátky slavené v sekulárním prostředí anglicky mluvících zemí, ale také některými novopohany a příznivci keltománie. Jedná se především o Halloween, částečně vycházející z irského svátku Samhain, první květen, částečně vycházející z irského svátku Beltain, svátek svaté Brigity neboli Imbolc a Lughnasadh.
Samhain slavený zhruba 1. listopadu je znám také ve Walesu jako Hollantide či Calan Gaeaf, v Cornwallu jako Allantide a Bretani jako Kala Goanv. Příbuzné Samonios je doloženo u Galů a stejně jako irský název znamená pravděpodobně „konec léta“. Šlo o oslavu nového roku, svátek mrtvých, umožňující také komunikaci s nimi, který později splynul s křesťanskými Dušičkami – Památkou zesnulých.
Svátek Imbolc slavený zhruba 1. února je tradičně spojován s narozením jehňat a počínající laktací ovcí. Byl také zasvěcen bohyni Brigid a její křesťanské nástupkyni svaté Brigitě a splynul s křesťanskými Hromnicemi.
Svátek Beltain slavený zhruba 1. května souvisí s vyháněním dobytka na pastvu a tradičně je spojen s pálením velkých ohňů. Podobá se mu Valpuržina noc či pálení čarodějnic známá z německy mluvících zemí, Skandinávie a Česka.
Nejméně stop zanechal svátek Lughnasadh slavený v době dožínek a související s kultem boha Lugha. Odpovídá mu původně anglosaský svátek Lammas.

## Keltizace
Keltizace je mechanismus rozšiřování keltských jazyků a mytologie. Keltská expanze probíhala v druhé polovině posledního tisíciletí př. n. l. Keltizováni byli například Ilyrové či Thrákové.

## Válečnictví

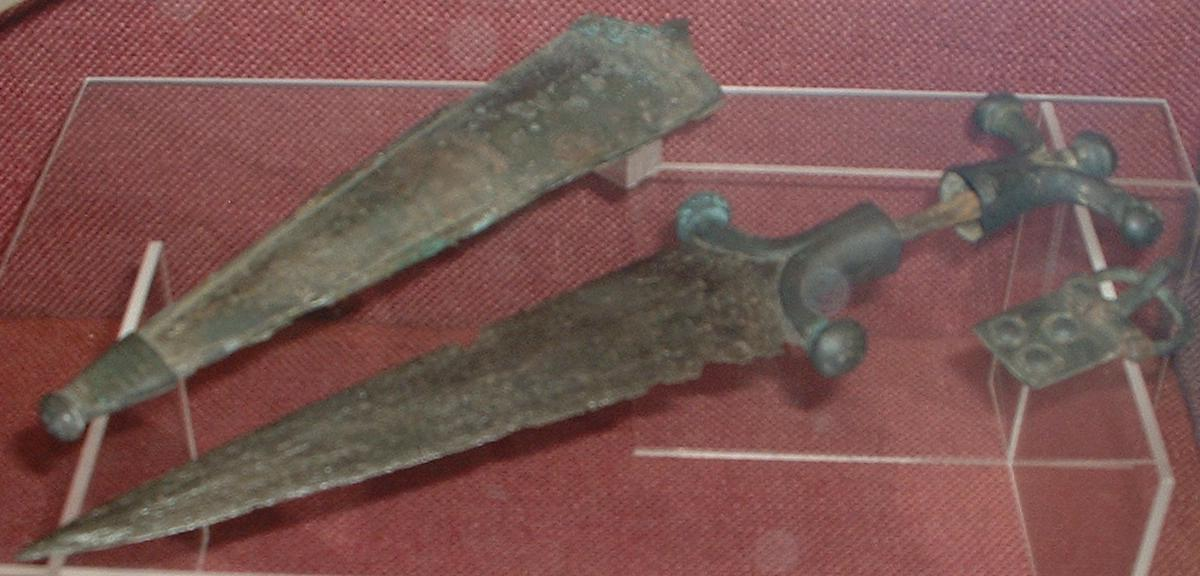
Keltské dýky

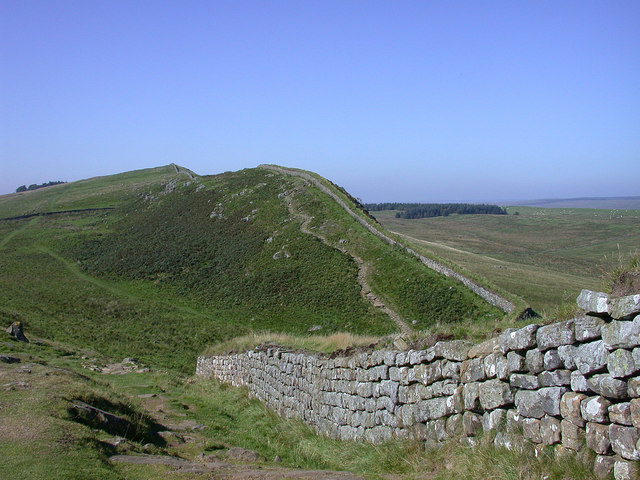
Hadriánův val vybudovaný Římany v severní Anglii proti keltským nájezdníkům ze severu

Římané považovali Kelty, resp. Galy za velmi bojovný a srdnatý národ. Paradoxně samotní Keltové veskrze neusilovali o dobývání cizích zemí, nýbrž většinou se omezovali na loupeživé nájezdy a drancování. Výjimečné případy teritoriální expanze byly převážně důsledkem nadměrného nárůstu populace a hrozby nedostatku potravin. Keltský způsob válčení popisovali římští i řečtí autoři jako velice divoký a ztřeštěný. V boji se Keltové postavili čelem k nepřátelskému vojsku, načež prý začali strašlivě křičet a tlouct oštěpy a meči do svých štítů. Pak se měli za neutuchajícího řevu prudce rozeběhnout proti svým soupeřům. Nepřátelští vojáci vyděšení zjevem a hrozivým křikem Keltů leckdy ztratili odvahu a obrátili se na útěk. Boj s prchající armádou byl pak pro Kelty snadnou záležitostí. Pokud se ovšem nepřátelské vojsko nezaleklo, Keltové zastavili krátce před tím, než došlo ke střetu, a vrátili se do svého původního postavení, načež pokračoval celý proces nanovo. Keltové údajně často bojovali úplně nazí, pouze s mečem a štítem.
U Keltů existoval kult lebek: hlavy zabitých nepřátel přinášeli jako oběti bohům a zdobili jimi kultická místa. Lebkami byly vyzdobeny také brány oppida. Doloženy jsou i lidské oběti.
Keltové se poprvé střetli s Římany během keltské expanze. Roku 387 př. n. l. Keltové porazili Římany v bitvě na řece Allia a pod vedením Brenna vydrancovali Řím. Římský historik keltského původu Pompeius Trogus píše o bojích Keltů s Ilyry v karpatské kotlině v roce 358 př. n. l. Bójové z oblasti kolem dnešní Boloně (latinsky Bononia) byli poraženi Římany a vyhnáni roku 192 př. n. l., část Bójů odešla do Panonie a do Čech. Římský vojevůdce Julius Caesar roku 58 př. n. l. porazil a z velké části vyhladil v bitvě u Bibracte keltský kmen Helvetů a v následných galských válkách si podmanil velkou část dnešní Francie. V 1. století n. l. Římané dobyli Británii a potlačili povstání vedené nejdříve Caratacem a o několik let později také královnou Boudiccou.
V 1. století n. l. bylo největší keltské oppidum v Čechách známé jako Oppidum Závist přepadeno a vypáleno germánskými válečníky z kmene Markomanů.

### Galerie

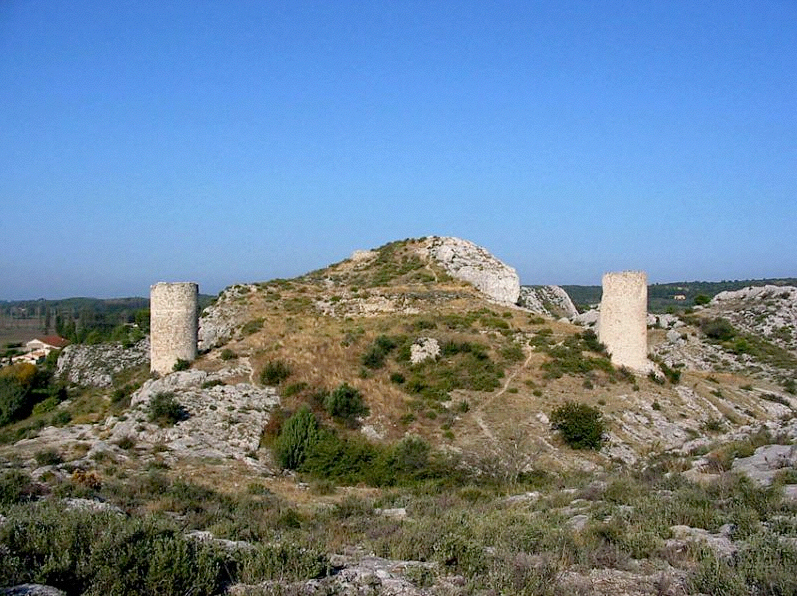
Tours de Castillon (Burgundsko)
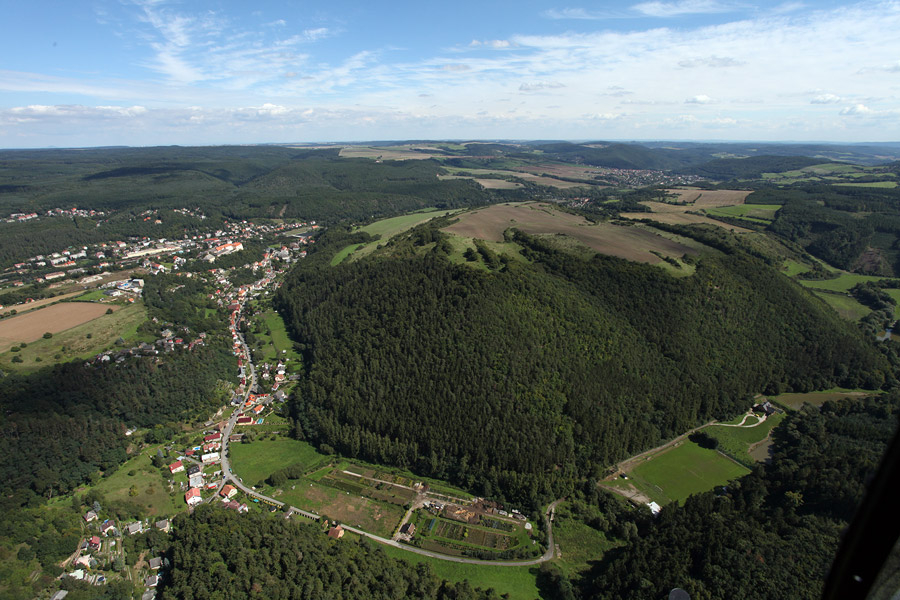
Hradiště u Stradonic
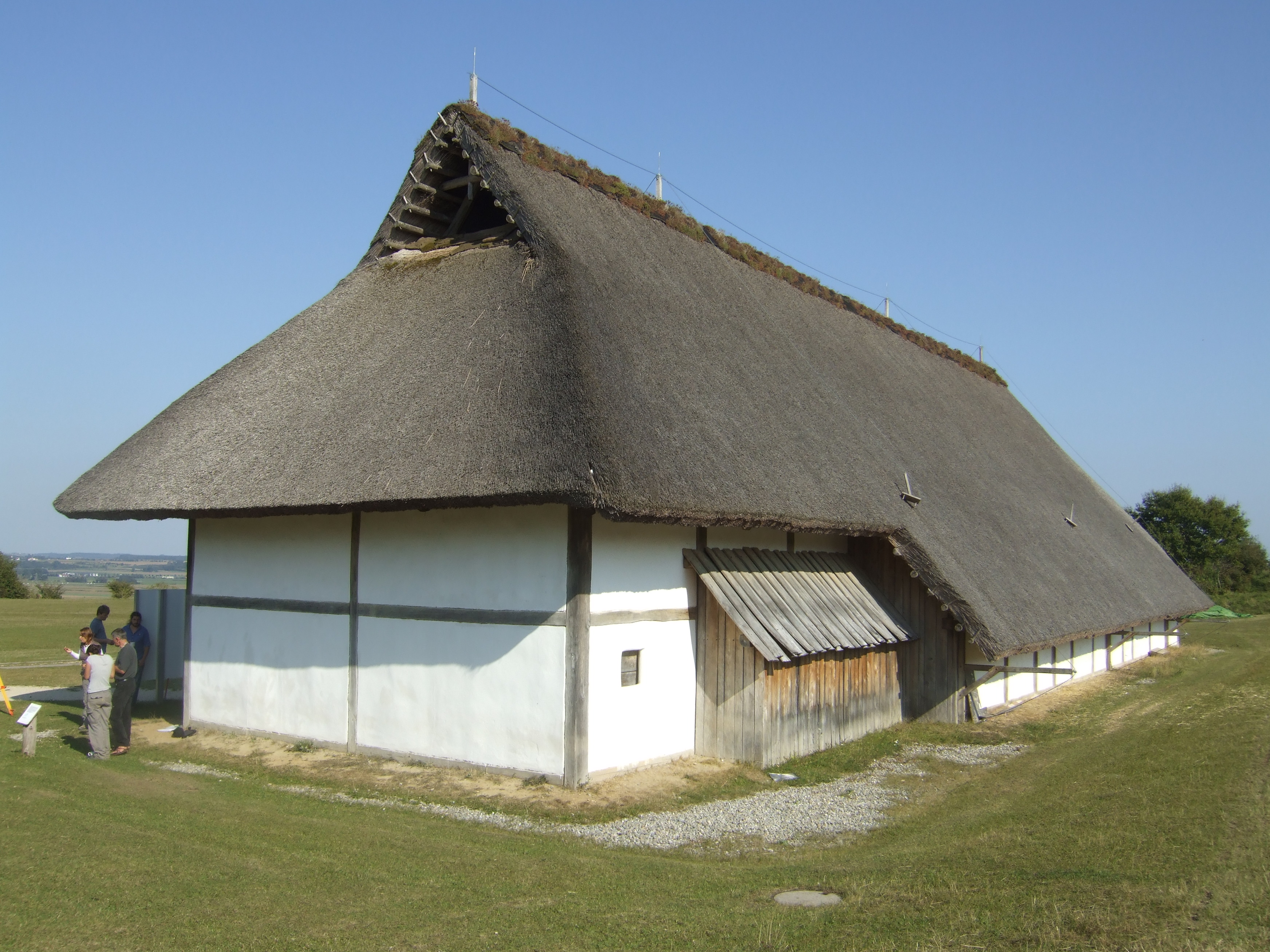
Model panského stavení (Heuneburg, jižní Německo)
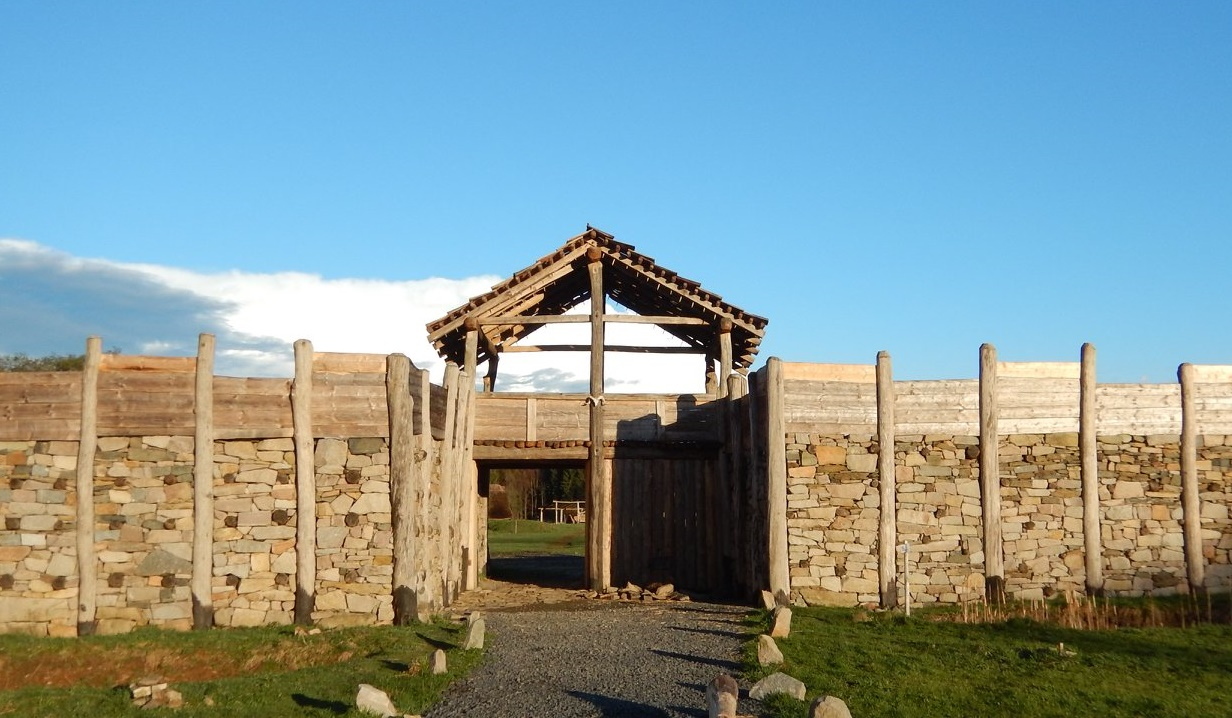
Rekonstrukce keltské klešťovité brány z 1. stol. př. n. l. vybudovaná na keltském archeoskanzenu Země Keltů, Nasavrky, v Pardubickém kraji.
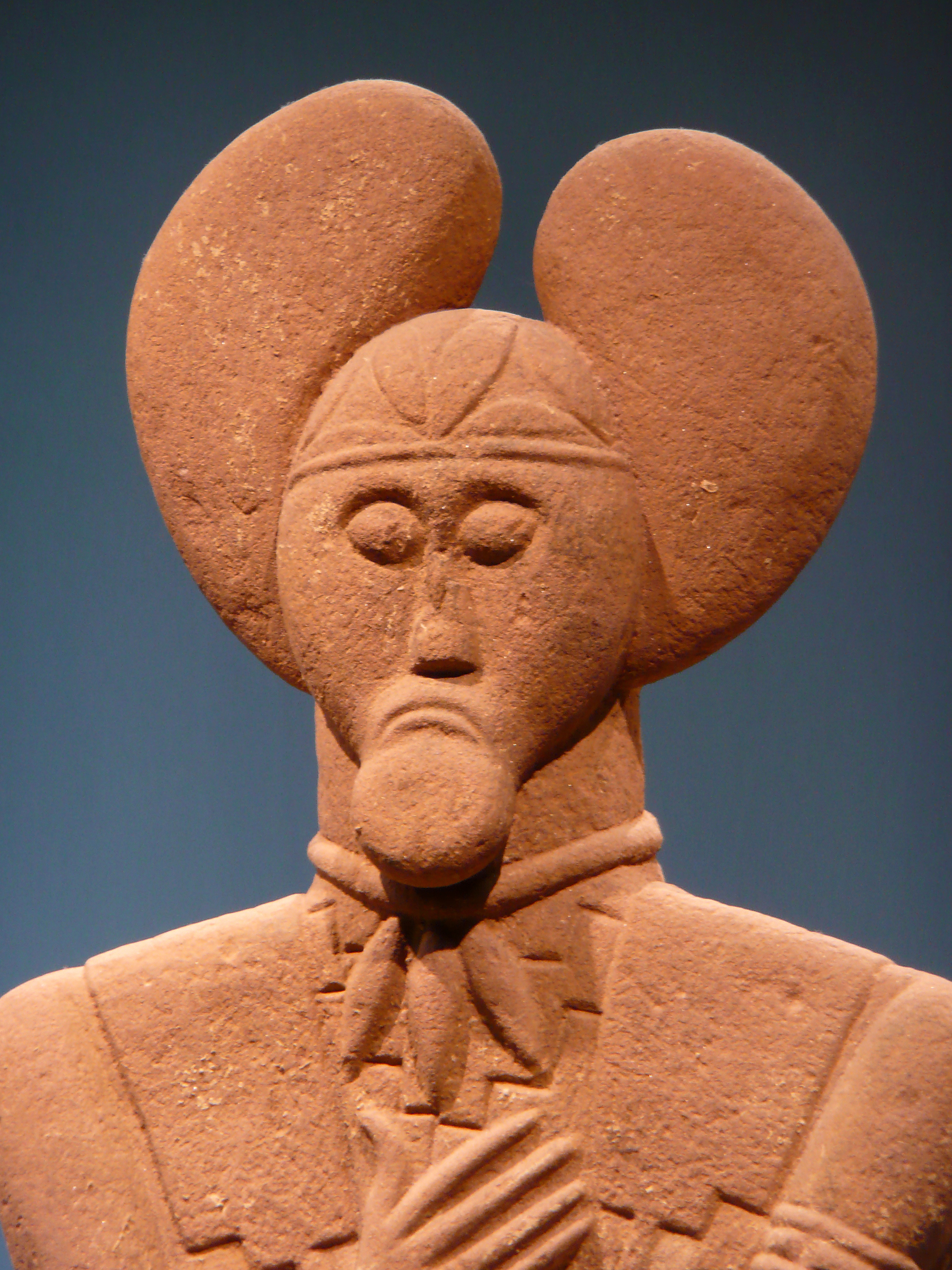
"Keltský kníže", Glauberg v Hesensku (-500)
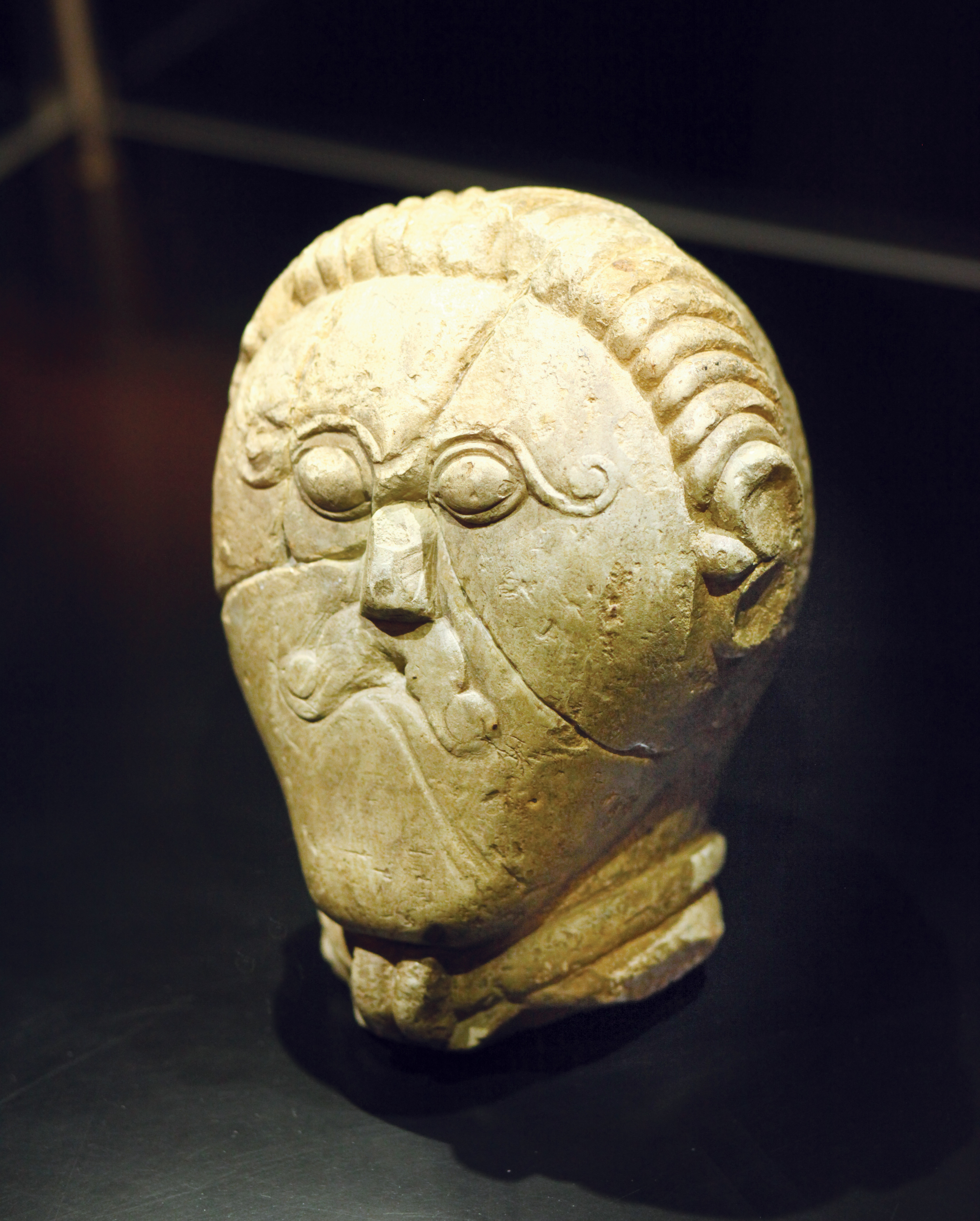
"Keltský hrdina" (Mšecké Žehrovice, -3. stol.)
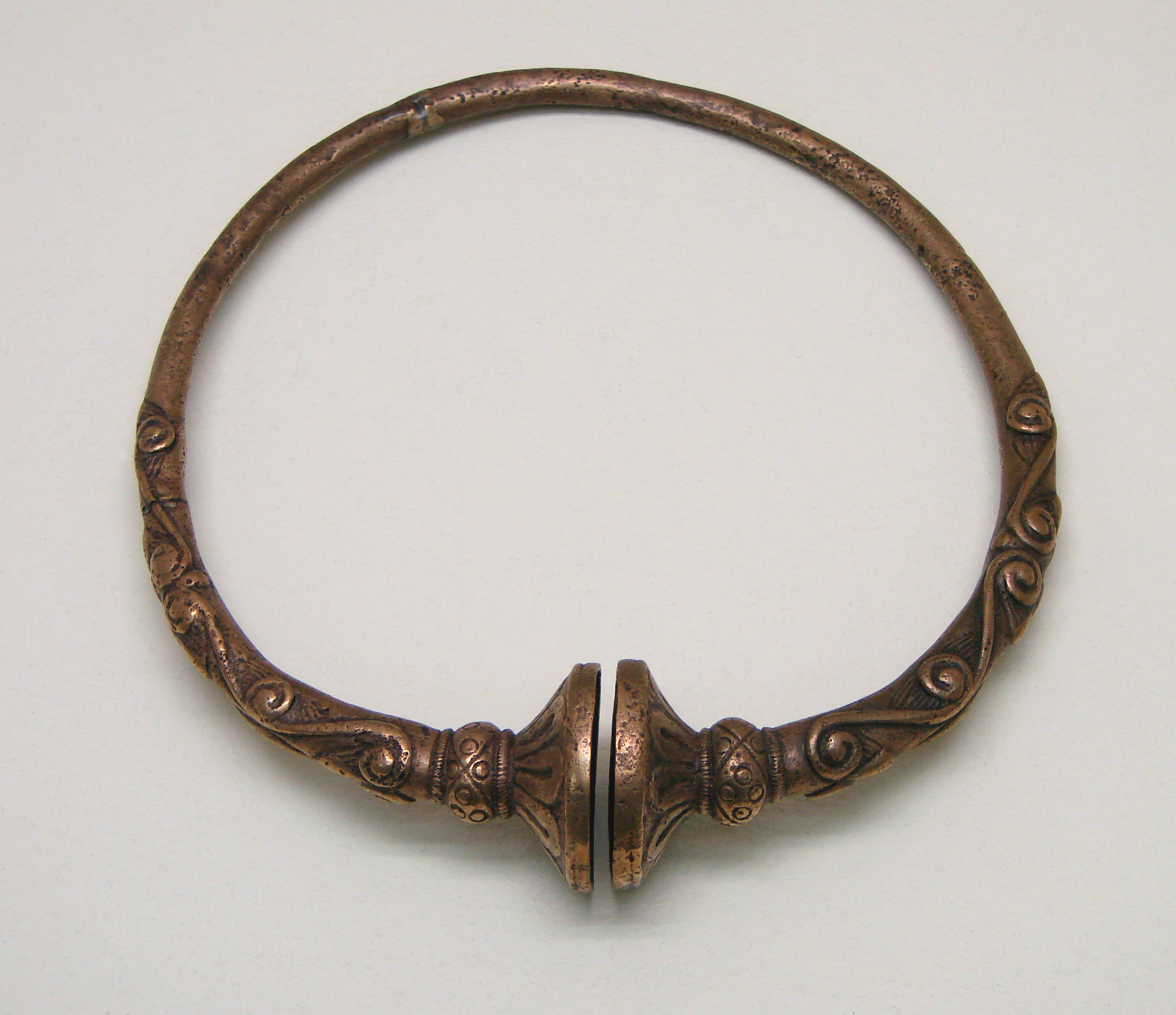
Náhrdelník "torque" (Francie)
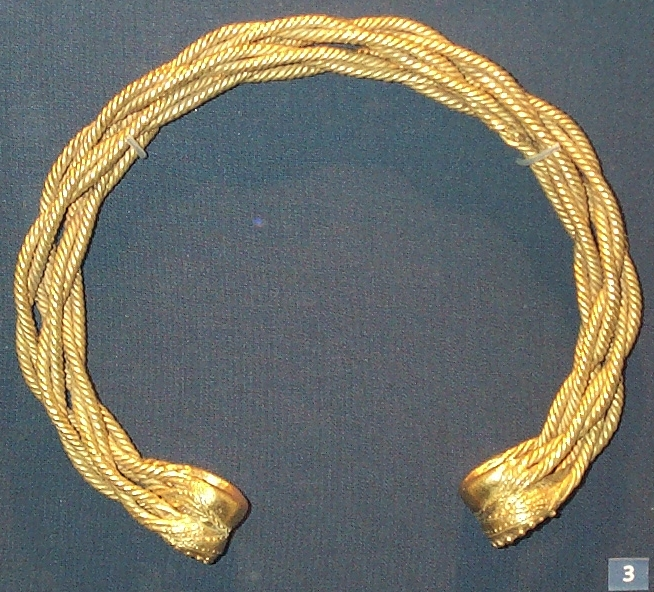
Zlatý náhrdelník (Anglie, -75)